# Train (ruisseau)
Pour les articles homonymes, voir Train (homonymie).
 (juin 2023).
Si vous disposez d'ouvrages ou d'articles de référence ou si vous connaissez des sites web de qualité traitant du thème abordé ici, merci de compléter l'article en donnant les références utiles à sa vérifiabilité et en les liant à la section « Notes et références ».
Le Train est un ruisseau de Belgique, affluent de la Dyle, donc sous-affluent de l'Escaut par le Rupel.

## Parcours
Prenant sa source près de Corroy-le-Grand, le Train traverse les localités de Gistoux (Chaumont-Gistoux), Bonlez, Grez-Doiceau et Archennes où il se jette dans la Dyle.